# رحيل (ألبوم)
رحيل هو الألبوم الغنائي الثاني للفنان حميد الشاعري. صدر هذا الألبوم في العام 1984. كما قامت فرقة يحي خليل بالتنفيذ الموسيقي للألبوم.

## محتويات الألبوم
| الأغنيات           | الكلمات        | الألحان        | التوزيع الموسيقي |
| ------------------ | -------------- | -------------- | ---------------- |
| وين أيامك وين      | صلاح الشيخ     | فلكلور شعبي    | حميد الشاعري     |
| يا بنية خشيتي بالي | أحمد الحريري   | بدري كلباش     | حميد الشاعري     |
| يا غالي            | حسن الصيد      | حميد الشاعري   | حميد الشاعري     |
| يا لايمين          | الموسيقي الحرة | الموسيقي الحرة | حميد الشاعري     |
| يا مركب الغية      | مراد موسي      | حميد الشاعري   | حميد الشاعري     |
| جيت يا شتا         | حسن الصيد      | حميد الشاعري   | حميد الشاعري     |
| رحيل               | شريف مروان     | حميد الشاعري   | حميد الشاعري     |
| عاتبيني            | فرج المذيل     | حميد الشاعري   | حميد الشاعري     |
| لا مانسينا         | مجدي خفاجة     | حميد الشاعري   | حميد الشاعري     |
| يا صاحب            | صلاح الشيخ     | حميد الشاعري   | حميد الشاعري     |
| ريت                | حسن الصيد      | حميد الشاعري   | حميد الشاعري     |

## أعضاء الفريق
أعضاء الفريق  تبعاً للألة الموسيقية هم :
| جيتار       | كيبورد     | درامز    | باص جيتار    | بركشن    | شارك في العزف         |
| عزيز الناصر | فتحي سلامة | يحي خليل | مايكل كوكيوس | يحي خليل | أسامة الشيخ وماجد يحي |

- الهندسة الصوتية م.بهاء خليل
- تم التسجيل والمكساج باستوديو إيكوساوند
- هذا الألبوم من إنتاج شركة سونار